# Nic nie boli
Nic nie boli – utwór muzyczny polskiego zespołu 2 plus 1 z 1982 roku.
Piosenka została napisana przez Janusza Kruka (muzyka) i Andrzeja Mogielnickiego (słowa). Nagranie jest utrzymane w stylu rockowo-synth popowym, a główny wokal w utworze obejmuje Elżbieta Dmoch. Piosenka została wydana na albumie Bez limitu z 1983 roku, choć pojawiła się na polskich listach przebojów już w roku 1982. Okazała się dużym hitem i dotarła m.in. do pierwszego miejsca Radiowej Listy Przebojów Programu I.

## Pozycje na listach przebojów
| Lista                              | Pozycja |
| ---------------------------------- | ------- |
| Radiowa lista przebojów Programu I | 1       |
| Lista przebojów Programu Trzeciego | 7       |